# Двинское реальное училище
Дви́нское реа́льное учи́лище (изначально Динабургское дворянское училище, затем Динабургская гимназия, Динабургская реальная гимназия, Динабургское реальное училище) — бывшее среднее учебное заведение в городе Даугавпилс (до 1893 Динабург, между 1893 и 1920 Двинск), первое в городе училище с русским языком обучения. 

## История
Открыто 1 сентября 1831 года как «Уездное, на степени гимназии, дворянское училище»; преобразовано в «реальное» учебное заведение после польского восстания 1863 года. С 1872  Динабургское реальное училище, после 14 января 1893/переименование города - Двинское реальное училище.  

## Выпускники
- Меньков, Михаил Иванович (1885-1926)[1].
- Уборевич, Иероним Петрович (1896-1937)

## Галерея
Вид на здание с крыши Присутственных мест, фото https://pastvu.com/p/1248599 на основе его был цветной рисунок.